# Euglypha laevis
Euglypha laevis, auch als Kleine Zeichen-Schalenamöbe bezeichnet, ist eine in Süßwasser lebende Schalenamöbe, die zur Gruppe der Cercozoa gehört.
Ihre Schale besteht aus sehr gleichmäßig angeordneten Kieselschuppen, die zart und durchscheinend sind und häufig lediglich am Rand erkennbar sind. Rund um die Mündung des Gehäuses stehen Zähnchen, die nicht gesägt sind. Die Schalenamöben sind 30 bis 60 Mikrometer groß und leben häufig in Torfmoosen, aber auch in Brunnen, Pfützen, Bächen und Flüssen. Sie sind in Mitteleuropa heimisch.

## Belege
- Heinz Streble, Dieter Krauter: Das Leben im Wassertropfen. Mikroflora und Mikrofauna des Süßwassers. Ein Bestimmungsbuch. 10. Auflage. Kosmos, Stuttgart 2006, ISBN 3-440-10807-4, S. 236.